# Albert Andersson-Edenberg
Anders Albert Anderson-Edenberg, född 5 april 1834 i Helgarö församling, Södermanlands län, död 24 mars 1913 i Hedvig Eleonora församling, Stockholms stad, var en svensk journalist.
Edenberg var lärare vid Örebro läns lantbruksskola på Säbylund 1857–1858, förvaltare 1859–1863, medarbetare i Dagens Nyheter 1864–1873, redaktör för och utgivare av Svenska medborgaren 1873–1877, redaktör för Svenska Familj-Journalen 1877–1882 samt dess utgivare 1882–1886 och vidare redaktör och utgivare av Svenska Illustrade Familj-Journalen 1887.
Edenberg var Stockholmskorrespondent till flera landsortstidningar, finska tidningar och svenskamerikanska tidningar från 1864, redaktör för veckokorrespondensen För Dagen från 1889 och av Julkvällen 1900. Han lämnade bidrag till flera tidningar och tidskrifter. Han var även verksam som översättare samt stiftande ledamot av Publicistklubben 1874 och av Publicisternas understödsförening 1882.